# Nikolsk (obwód penzeński)
Nikolsk – miasto w Rosji, w obwodzie penzeńskim, 120 km na północny wschód od Penzy. W 2009 liczyło 24 162 mieszkańców.